# Голошапка гармонійна
Голошапка гармонійна (Gymnomitrion concinnatum) — вид печіночників порядку юнгерманіальних (Jungermanniales).

## Поширення
Батьківщиною є Європа, Азія, Північна Америка.
Найчастіше росте на силікатних породах, рідше на зміцненому ґрунті, гумусі, кам'янистих уламках і гравії. Ділянки росту від вологих до сухих, без вапна, кислі, багаті на світло та в тіні.

## Характеристика
Gymnomitrion concinnatum утворює густі килимки, від світло-зеленого до світло-коричневого або від сіро-зеленого до сіро-коричневого кольору. Нечисленні розгалужені пагони довжиною 0,5–3 см, округлі, червоподібні, повзучі, кінці гілок прямовисні. Поперечно зрослі листки густо лускоподібні, порожнисті, яйцеподібні. Верхня третина або чверть довжини листа розділена на дві яйцеподібні, зазвичай загострені частки з гострокутним розрізом. Один-два ряди клітин по краю листка часто вибілені. Клітини листя округлі, товстостінні й мають значні чи сильні кутові потовщення. Зазвичай на клітину припадає два, іноді декілька масляних тілець. Підлистки відсутні. Статевий розподіл дводомний. Спори часто розвиваються, спори дрібні, бородавчасті, коричневі, розміром від 12 до 16 мікрометрів. Виводкові тіла не відомі.